# 萊特 (澳大利亞國會選區)
萊特選區（英語：Division of Wright），是澳大利亞昆士蘭州的下議院選區，位於該州黃金海岸內陸地區。面積7,589平方公里。
選區始於2010年，名字是紀念女性詩人茱迪斯·萊特。2010年昆士蘭自由國家黨的斯考特·布克霍爾茨當選議員。